# Strætó bs
Strætó bs (uitspraak: [straːItou]) is een bedrijf dat openbaar vervoer met bussen verzorgt in de IJslandse hoofdstad Reykjavík en omliggende satellietsteden en voorsteden, dat is opgericht op 1 juli 2001 na een fusie van de busbedrijven Strætisvagnar Reykjavíkur (SVR) en AV (Almenningsvagnar). Strætó bs is eigendom van de zeven gemeenten in het hoofdstedelijk gebied: Reykjavíkurborg, Kópavogur, Hafnarfjörður, Garðabær, Mosfellsbær, Seltjarnarnes en Alftanes. De bussen zijn lichtgeel en worden gewoonlijk door de lokale bevolking "Strætó" genoemd. Het is een verkorte bijnaam voor "strætisvagn", dat letterlijk straatvervoer betekent. 

## Geschiedenis
De geschiedenis van het openbaar vervoer in Reykjavik gaat terug tot het jaar 1931. In dat jaar werd SVR opgericht. De eerste bus reed op 31 oktober 1931. In de beginjaren was het bedrijf privébezit, maar in 1944 werden de aandelen gekocht door de lokale overheid in Reykjavik. SVR verzorgde het busvervoer in Reykjavík en de satellietsteden in het noordelijke deel van het Hoofdstedelijk Gewest. AV dekte het zuidelijke deel van het gebied.

### Ontwikkeling van de buslijnen
Op 23 juli 2005 werden de routes van de buslijnen drastisch gewijzigd. Dit was de grootste verandering van lijnen sinds de fusie van het bedrijf in 2001. De grootste verandering was de invoering van de zes 'verkeersaders' en de verhoogde frequentie tijdens de piekuren. De invoering van het nieuwe netwerk veroorzaakte controverse en verwarring bij vooral oudere reizigers. In de nieuwe opzet werden kleinere wijken gemeden en moesten reizigers verder lopen naar de haltes of busstations. Bovendien werden een aantal kleinere wijken geheel uit de routes gesneden.  
Op 5 maart 2006 werden daarom enkele wijzigingen aangebracht in de lijnen en dienstregeling. De grootste verandering was de invoering van drie lijnen die beter aansloten op een aantal wijken en het verbeteren van de verbindingen tussen de wijken onderling. In 2010 werd het net opnieuw gewijzigd. 
Sinds 2011 heeft Strætó bs te maken met een afname van het aantal reizigers. Dit heeft tot gevolg dat in de dienstregelingen is geknipt. 

## Netwerk en dienstregeling
De meeste bussen rijden met een 15 minutendienstregeling (in de avond en in het weekend met een 30 minutendienstregeling). Het lijnennetwerk van Strætó bs omvat 30 lijnen, waarvan zes verkeersaders (rode-routes 1-6) die worden uitgevoerd tussen de belangrijkste terminal in Hlemmur en de verschillende woonwijken aan de rand van de stad. Deze lijnen maken gebruik van de belangrijkste verkeersaders en zijn dus de snelste lijnen. De 9 groene lijnen zijn de algemene lijnen. Zij stoppen ook bij de Hlemmur terminal, maar gaan dieper de wijken in en volgen de rustigere straten. De overige 15 (blauwe) lijnen (21-24, 26-28 en 33 tot 35) zijn de stadslijnen die worden uitgevoerd binnen of tussen de buitenwijken. Zij doen het centrum van Reykjavík niet aan. De lijnen 51, 52, 57, 71, 72, 73 zijn streeklijnen die naar de steden gaan in Vesturland (West IJsland) en Suðurland (Zuid IJsland).
De bussen rijden vanuit negen busstations in het hoofdstedelijk gebied. De belangrijkste zijn Hlemmur en Lækjartorg in het centrum van Reykjavik. Al deze busstations zijn op ten minste één rode lijn aangesloten, met uitzondering van Haholt, dat wordt bediend door alleen groene en blauwe lijnen.

## Vloot

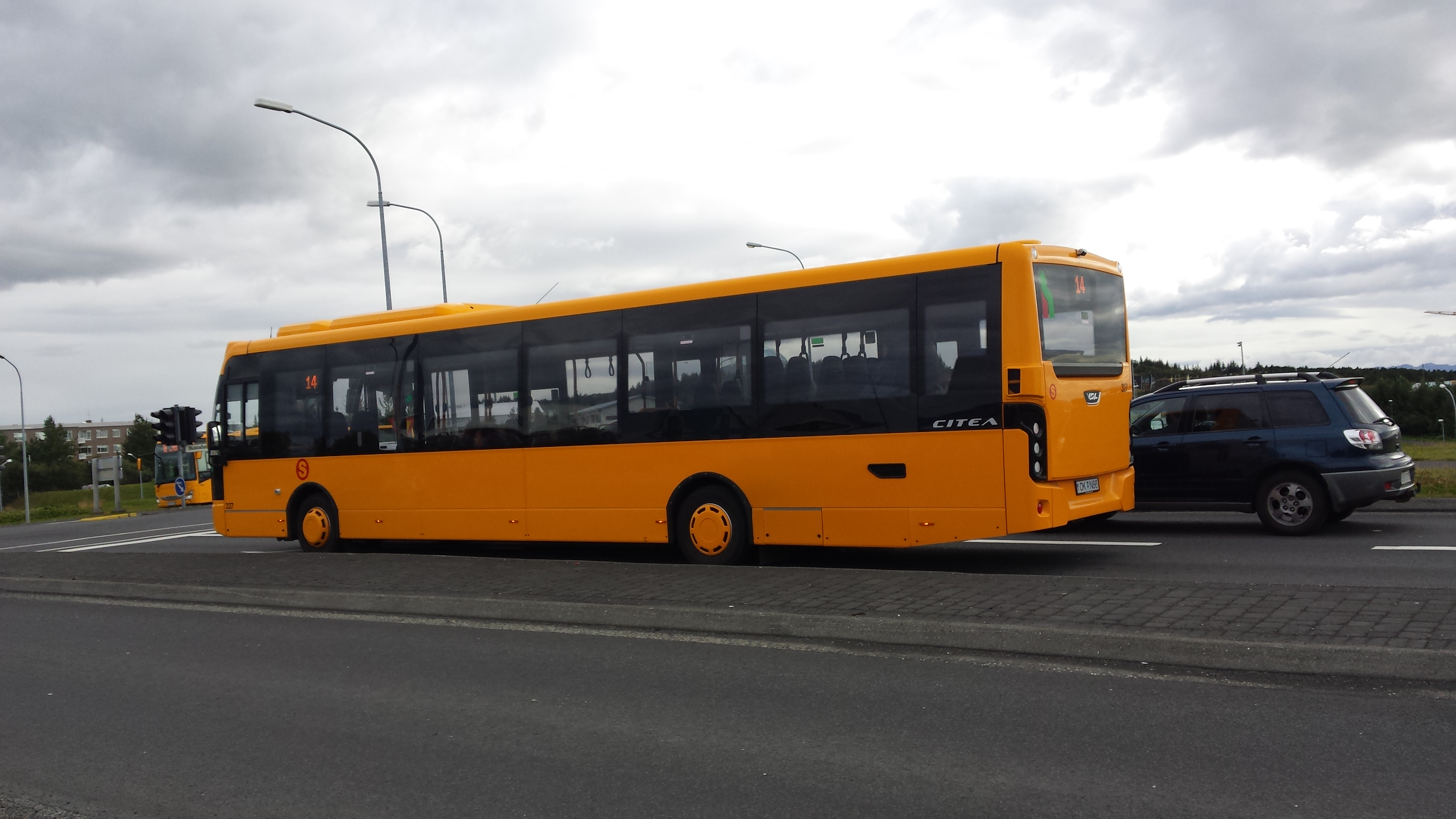
VDL Citea-bus van Kynnisferðir voor diensten op stadsbuslijnen van Strætó bs

De vloot van Strætó bs bestaat uit 109 bussen van diverse merken, waaronder 72 van het type Scania OmniCity. Sinds 2016 wordt een deel van de Strætó-stadsdiensten geëxploiteerd door het bedrijf Reykjavik Excursions Kynnisferðir, dat tot dan toe alleen in het interlokale en toeristische vervoer actief was (met onder meer de busdienst naar de internationale luchthaven Keflavík). Kynnisferrðir heeft voor de stadsdiensten 30 VDL Citea-bussen in de gele Strætó-kleur aangeschaft.

## Buslijnen
De routefrequenties gelden op maandag t.m. vrijdag overdag. Zij worden verlaagd in het weekend en 's avonds en in de zomermaanden.

### Stadslijnen
| Lijn | Lijn kleur | Route                                          | Dienstregeling (werkdagen) | Rijdt op  |
| ---- | ---------- | ---------------------------------------------- | -------------------------- | --------- |
| 1    | Rood       | Hlemmur – Hafnarfjörður                        | 15 min                     | Ma tot Zo |
| 2    | Rood       | Hlemmur – Salahverfi                           | 15/30 min                  | Ma tot Zo |
| 3    | Rood       | Hlemmur – Kringlan – Fell                      | 15/30 min                  | Ma tot Zo |
| 4    | Rood       | Hlemmur – Hamraborg – Fell                     | 15/30 min                  | Ma tot Zo |
| 5    | Rood       | Hlemmur – Norðlingaholt                        | 30 min                     | Ma tot Zo |
| 6    | Rood       | Hlemmur – Spöngin – Barðastaðir – (Grafarholt) | 15 min                     | Ma tot Zo |
| 11   | Groen      | Mjódd – Hlemmur – Nes                          | 15/30 min                  | Ma tot Zo |
| 12   | Groen      | Skerjafjörður – Hlemmur – Ártún                | 15/30 min                  | Ma tot Zo |
| 13   | Groen      | Sléttuvegur – Hlemmur – Eiðistorg              | 15/30 min                  | Ma tot Zo |
| 14   | Groen      | Grandi – Hlemmur – Verzló                      | 15/30 min                  | Ma tot Zo |
| 15   | Groen      | Vesturbær – Hlemmur – Mosfellsbær              | 15/30 min                  | Ma tot Zo |
| 17   | Groen      | Hlemmur – Fell                                 | 30 min                     | Ma tot Zo |
| 18   | Groen      | Grafarholt – Hlemmur                           | 30 min                     | Ma tot Zo |
| 19   | Groen      | Nauthóll – Hlemmur – Norðlingaholt             | 30 min                     | Ma tot Zo |
| 21   | Blauw      | Fjörður – IKEA - Mjódd                         | 30 min                     | Ma tot Zo |
| 22   | Blauw      | Fjörður – Hraun                                | 30/60 min                  | Ma tot Zo |
| 23   | Blauw      | Ásgarður – Álftanes – Ásgarður                 | 30/60 min                  | Ma tot Zo |
| 24   | Blauw      | Spöngin – Mjódd – Garðabær                     | 15/30 min                  | Ma tot Zo |
| 26   | Blauw      | Spöngin – Árbær                                | 60 min                     | Ma tot Zo |
| 27   | Blauw      | Háholt – Laxnes                                | 5 keer per dag             | Ma tot Zo |
| 28   | Blauw      | Hamraborg – Vatnsendi – Mjódd                  | 15/30 min                  | Ma tot Zo |
| 33   | Blauw      | Fjörður Vesturbær                              | 30/60 min                  | Ma tot Zo |
| 34   | Blauw      | Fjörður Austurbær                              | 30/60 min                  | Ma tot Zo |
| 35   | Blauw      | Hamraborg Vesturbær                            | 30 min                     | Ma tot Zo |
| 43   | Blauw      | Fjörður - Hafnafjörður - Fjörður               | 15/30 min                  | Ma tot Zo |
| 44   | Blauw      | Fjörður - Hafnafjörður - Fjörður               | 15/30 min                  | Ma tot Zo |

### Streeklijnen
| Lijn | lijnkleur | Route                              | Dienstregeling (Werkdagen)                           | Rijdt op  |
| ---- | --------- | ---------------------------------- | ---------------------------------------------------- | --------- |
| 51   | Blauw     | Mjódd – Selfoss – Vík – Höfn       | 10 keer Mjódd-Selfoss, 1 x Selfoss-Vík, 1 x Vík-Höfn | Ma tot Zo |
| 52   | Blauw     | Reykjavík – Selfoss – Landeyjahöfn | 2 keer per dag                                       | Ma tot Zo |
| 57   | Blauw     | Háholt – Akranes                   | 9 keer per dag                                       | Ma tot Zo |
| 71   | Blauw     | Hveragerði – Þorlákshöfn           | 2 keer per dag                                       | Ma tot Zo |
| 72   | Blauw     | Selfoss – Borg – Flúðir – Selfoss  | 1 keer per dag                                       | Ma tot Zo |
| 73   | Blauw     | Selfoss – Flúðir – Borg – Selfoss  | 1 keer per dag                                       | Ma tot Zo |